# Llanidloes
Llanidloes är en ort och community i Storbritannien.   Den ligger i kommunen Powys och riksdelen Wales, i den södra delen av landet, 250 km väster om huvudstaden London. Antalet invånare är 2 929.